# Stratiotika ktemata
Stratiotika ktemata je označení pro vojenské statky v Byzantské říši. Jedná se o systém zaváděný na konci 7. či počátku 8. století, kdy rolníci dostávali určité pozemky. Na těchto pozemcích mohli hospodařit a státu nemuseli platit veškeré daně. Naopak měli povinnou vojenskou službu a v rámci themat se podíleli na výstavbě či údržbě pevností, silnic, mostů apod. Vojenskou službu pak vykonávali osobně, případně měli povinnost z důchodu poskytnou prostředky na výzbroj a koně pro jiného vojáka. Původně měli k tomuto účelu posloužit nezcizitelné části statků s hodnotou 4 libry, po reformách za Nikefora II. Foka jejich hodnota stoupla na 12 liber. Důchody z těchto statků stačili na výzbroj pro těžkooděnce (katafraktes). V případě "chudších" statků mohlo dojít ke spojení dvou až tří držitelů menších statků, aby tak mohli postavit vyzbrojeného vojáka. V průběhu 10. století tento pojem z pramenů mizí.